# Manicouagan (regionalna gmina hrabstwa)
Manicouagan – regionalna gmina hrabstwa (MRC) w regionie administracyjnym Côte-Nord prowincji Quebec, w Kanadzie. Stolicą jest miasto Baie-Comeau. Składa się z 9 gmin: 1 miasta, 1 gminy, 5 wsi i 1 parafii.
Manicouagan ma 32 012 mieszkańców. Język francuski jest językiem ojczystym dla 91,5%, innu-aimun dla 7,4%, a angielski dla 0,7% mieszkańców (2011).